# Juan Pablo Vaulet
Juan Pablo Vaulet, né le 22 mars 1996 à Córdoba, Argentine, est un joueur argentin de basket-ball. Il évolue au poste d'ailier.

## Biographie

### Carrière professionnelle
Il est formé dans les clubs de Parque Vélez Sarsfield, Unión Eléctrica e Hindú Club, Atenas et General Paz Juniors.
À partir de 2014, il joue pour les Estudiantes de Bahía Blanca en Liga Nacional de Básquet en Argentine. Il est souvent comparé à son compatriote Manu Ginóbili.
En juillet 2019, il quitte l'Argentine et son club pour rejoindre l'Espagne et le club de Bàsquet Manresa.

### NBA
Le 25 juin 2015, il est sélectionné à la 39e position de la draft 2015 de la NBA par les Hornets de Charlotte mais ses droits sont transférés aux Nets de Brooklyn contre deux futurs seconds tours de draft et une somme d'argent.

### Carrière internationale
Vaulet a été titulaire avec l'équipe nationale d'Argentine dans plusieurs compétitions internationales de juniors.

## Clubs successifs
- 2014-2019 :  Estudiantes de Bahía Blanca.
- 2019-2021 :  Bàsquet Manresa
- 2021 :  AEK Athènes
- depuis 2021 :  Bàsquet Manresa

## Palmarès
- Vainqueur du championnat des Amériques 2022